# Protea lacticolor
Protea lacticolor är en tvåhjärtbladig växtart som beskrevs av Richard Anthony Salisbury. Protea lacticolor ingår i släktet Protea och familjen Proteaceae. Inga underarter finns listade i Catalogue of Life.